# 나주 만봉리 석조여래입상
나주 만봉리 석조여래입상(羅州萬峰里石造如來立像)은 대한민국 전라남도 나주시 봉황면 만봉리에 있는 석조 여래 입상이다. 1976년 9월 30일 전라남도의 유형문화재 제64호로 지정되었다.

## 개요
하나의 화강암을 끝이 뾰족하게 다듬어 부처의 몸에서 나오는 빛을 형상화한 광배(光背)를 만들고, 그 위에 여래입상을 돋을새김한 것이다.
둥근 얼굴에 살짝 감은 눈, 잔잔한 미소를 띤 입, 길게 늘어진 귀에서 원만한 인상을 풍기고 있다. 옷은 양 어깨에 걸쳐서 입고 있는데, U자형의 옷주름이 무릎까지 이어지고 있다. 오른손은 가슴까지 들어 손바닥이 밖을 향하고 손가락이 위로 향하고 있으며, 왼손은 손가락이 아래로 향하고 있다. 둥근 어깨와 양감있는 가슴, 잘록한 허리의 굴곡 등에서 통일신라시대 불상의 사실적인 모습이 나타난다.
이 불상은 통일신라시대 불상 양식의 전통을 따르고 있는 고려시대의 작품으로 추정된다.

## 사진

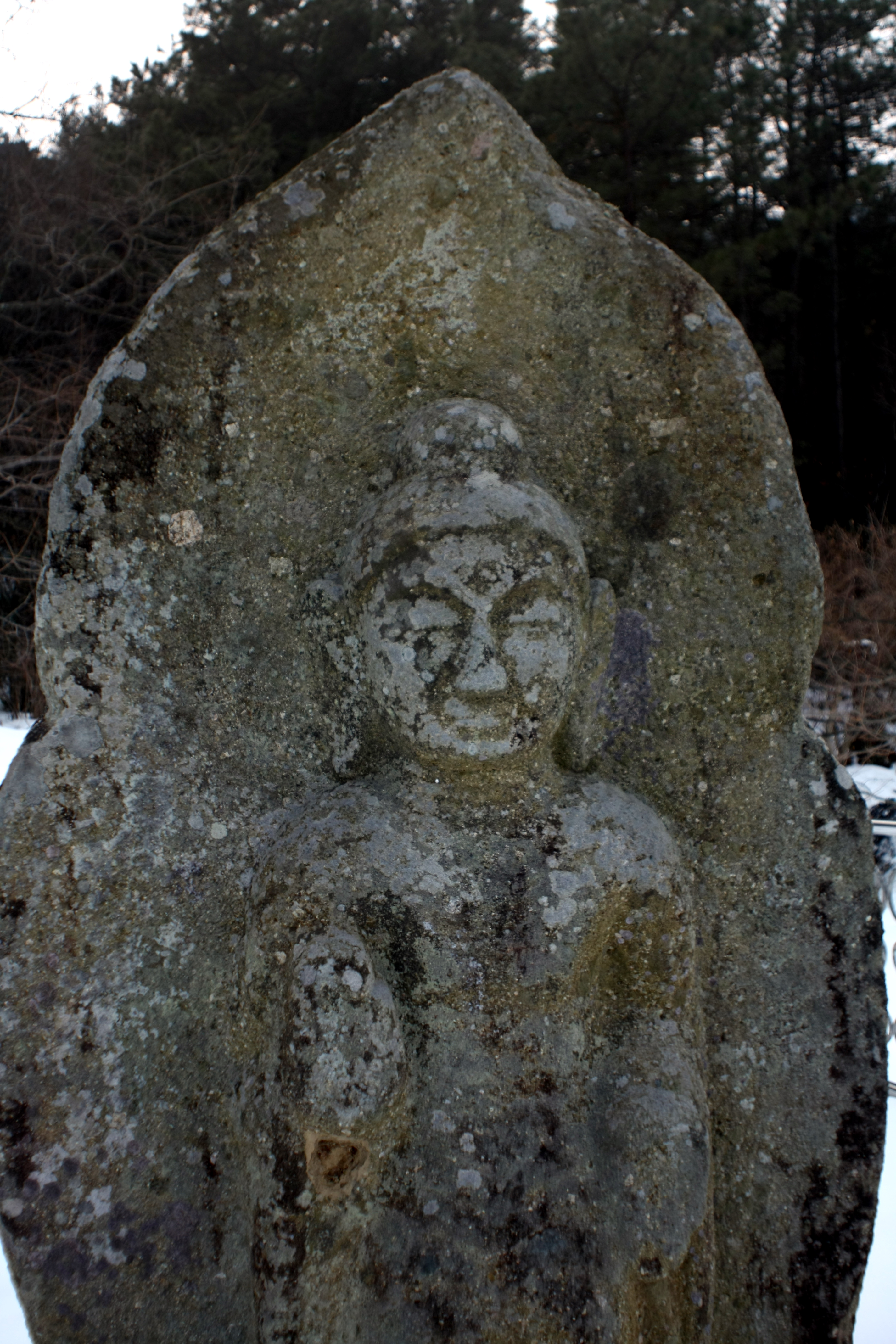
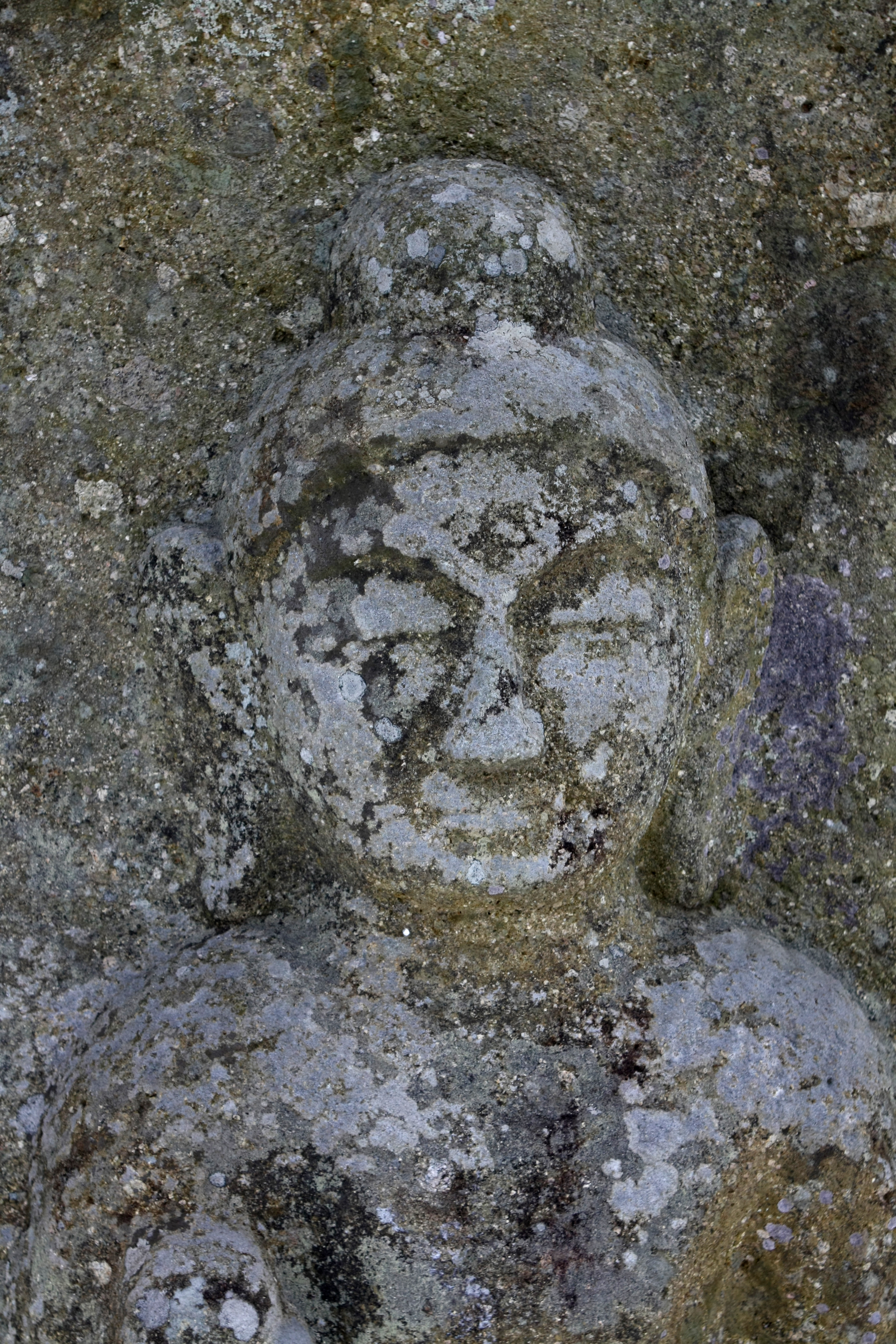
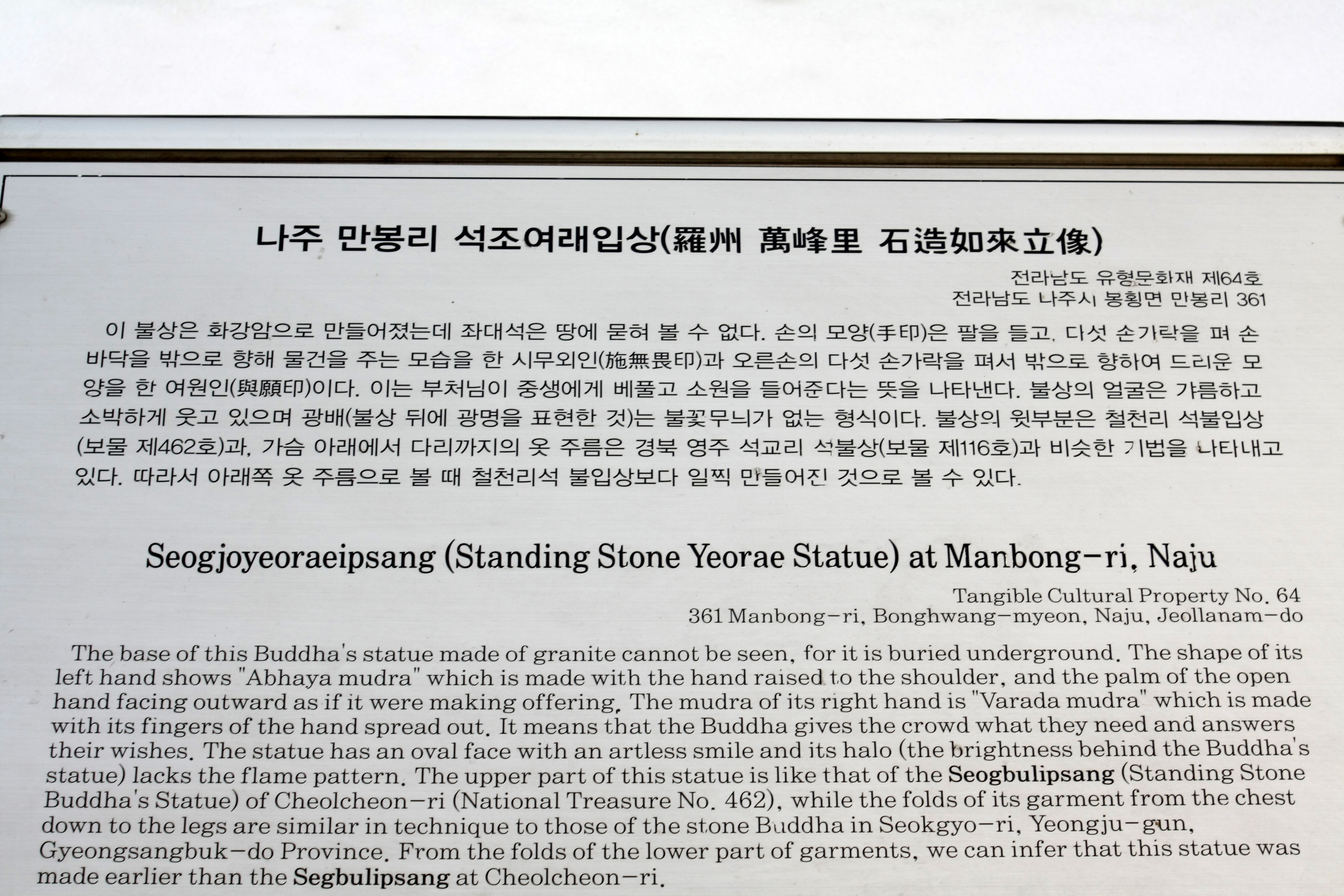

## 참고 자료
- 나주만봉리석조여래입상 - 국가유산청 국가유산포털